# Powers (whiskey)
Powers er et mærke af irsk whisky. Historisk har de produceret som single pot still whiskey, men flagskibsproduktet Powers Gold Label blev omdannet til en trippeldistilleret pot still og grain whiskyer i 1900-tallet. I de senere år har de lanceret adskillige single pot still-varianter under mærket Powers.
Historisk har Powers Gold Label været den bedst sælgende whisky i Irland, og i 2006 var den det stadig. Powers blev produceret første gange i 1791 af James Power, der var pub-ejer i Dublin.